# Francisco Díez de Velasco Abellán
Francisco Díez de Velasco Abellán (Granada, 6 de abril de 1960) es un historiador español, que destaca por su dedicación docente como catedrático (perfil: Historia de las Religiones) de la Universidad de La Laguna y su actividad como investigador y escritor sobre temas relacionados con el estudio de las religiones. Su padre, Manuel Díez de Velasco Vallejo fue un muy destacado jurista. Su abuelo materno, Francisco Abellán Gómez, fue un ingeniero de caminos granadino al que se debe el diseño de varios pantanos, como el embalse de Abellán.

## Formación y docencia
Francisco Díez de Velasco estudió el bachillerato en el Liceo Francés de Madrid. Se licenció en Historia por la Universidad Complutense de Madrid en junio de 1983 con la calificación de Premio Extraordinario. Se doctoró por la Universidad Complutense de Madrid en junio de 1988 con la calificación de Premio Extraordinario con la tesis El origen del mito de Caronte, investigación sobre la idea popular del paso al más allá en la Atenas clásica, dirigida por el profesor José María Blázquez Martínez.  
Estuvo interno en la Casa de Velázquez de Madrid en 1990-1991, lo que le permitió estudiar en la École des hautes études hispaniques et ibériques durante un año. Se licenció en Antropología Social y Cultural por la Universidad Nacional de Educación a Distancia en junio de 2005. 
Ha sido becario en la Universidad de Atenas (Grecia) en 1984, en la Universidad Complutense de Madrid de 1985 a 1988, en la Universidad de París-Sorbonne en 1988-1989. Miembro libre de la sección científica de la Casa de Velázquez (1990- 1992). Ha sido Ayudante en la Universidad de Santiago de Compostela el curso 1989-1990. Profesor Titular de Historia Antigua de la Universidad de La Laguna desde octubre de 1990 hasta julio de 1996. Es catedrático de Universidad con el perfil Historia de las Religiones desde julio de 1996 en la Universidad de La Laguna.
Es miembro correspondiente de la Real Academia de la Historia desde 2013. Ha recibido el Premio de Investigación Humanística de la Real Sociedad Menéndez Pelayo de Santander del año 2013 por su obra Religiones en España. Ha sido vocal (experto) de la Comisión Asesora de Libertad Religiosa del Ministerio de Justicia desde marzo de 2019 a junio de 2024.

## Publicaciones principales
- Los caminos de la muerte, Religión, rito e iconografía del paso al más allá en la Grecia antigua, Madrid, 1995, editorial Trotta, 198 pp. (ISBN 84-8164-016-6) (también Alicante, Biblioteca Virtual Miguel de Cervantes, 2006).
- Hombres, ritos, Dioses. Introducción a la historia de las religiones, Madrid, 1995, editorial Trotta, 566 pp. (ISBN 84-8164-076-X), 2ª edición, Madrid, 1998, editorial Trotta, 568 pp. (ISBN 84-8164-232-0)
- Termalismo y religión. La sacralización del agua termal en la Península Ibérica y el norte de África en el mundo antiguo, Madrid, Servicio de publicaciones de la Universidad Complutense, 1998, 180 pp. (Monografías de Ilu n.º 1) (ISSN 1138-4972)
- Lenguajes de la religión. Mitos, símbolos e imágenes de la Grecia Antigua, Madrid, Editorial Trotta, 1998, 186 pp. (ISBN 84-8164-230-4)
- Las nuevas religiones, Madrid, ediciones del Orto, 2000, 95 pp. (ISBN 84-7923-2232-4)
- Las religiones en un mundo global: retos y perspectivas, La Laguna, Servicio de publicaciones de la Universidad de La Laguna, 2000, 51 págs. (D.L. TF-1682-2000)
- Introducción a la Historia de las Religiones, Madrid, 2002, editorial Trotta (tercera edición revisada y aumentada de las anteriores), 642 pp. (ISBN 84-8164-564-8)
- La historia de las religiones: métodos y perspectivas, Madrid, Akal, 2005, 287 pp. (ISBN 84-460-2305-9)
- Breve historia de las religiones, Madrid, Alianza, 2006, 270 pp. (ISBN 84-206-6012-4), nuevas ediciones o reimpresiones en 2008, 2011 y 2014
- Ángel Álvarez de Miranda, historiador de la religiones, Madrid, ediciones del Orto, 2007, 95 pp.(ISBN 84-7923-393-1)
- Guía técnica para la implementación y gestión de espacios multiconfesionales, Madrid, Observatorio del Pluralismo Religioso en España, 2011 (ISBN 978-84-615-2847-9)
- Religiones en España: historia y presente, Madrid, Akal, 2012 (ISBN 978-84-460-3014-0)
- Budismo en España: historia, visibilización e implantación, Madrid, Akal, 2013 (ISBN 978-84-460-3679-1), segunda edición como e-book, Madrid, Akal, 2018 (ISBN 978-84-460-4593-9)
- Budismo en España: historia y presente, Madrid: Ediciones Clásicas, 2020 (ISBN 978-84-7923-589-5)
- La diversidad religiosa en España: reflexiones y ejemplos, Madrid: Ediciones Clásicas, 2023 (ISBN 978-84-7882-895-1)

Obras como director o editor:
- F. Diez de Velasco, M. Martínez y A. Tejera (eds.), Realidad y mito, Madrid, Ediciones Clásicas, 1997, 251 pp. (ISBN 84-7882-292-5)
- F. Diez de Velasco, F. García Bazán (eds.), El estudio de la religión, Madrid, editorial Trotta (Enciclopedia Iberoamericana de Religiones vol. 1), 2002, 434 pp. (ISBN 84-8164-554-0)
- F. Diez de Velasco (ed.), Miedo y religión, Madrid, Ediciones del Orto, 2002, 380 pp. (ISBN 84-7923-295-1)
- F. Diez de Velasco (dir.), Religiones y Culturas, Madrid, Santillana / El País (Enciclopedia del Estudiante vol. 19), 2005, 359 pp. (ISBN 84-9815-202-X)
- F. Diez de Velasco (dir.), Religiones y Culturas, Buenos Aires, Santillana (Enciclopedia del Estudiante vol. 17), 2006, 320 pp. (ISBN 950-46-1606-2)
- F. Diez de Velasco, A. Galván Tudela (eds.), Religiones minoritarias en Canarias: Perspectivas metodológicas, Santa Cruz de Tenerife, ed. Idea, 2007, 440 pp.(ISBN 978-84-8382-197-8)
- F. Díez de Velasco (ed.), Religiones entre continentes: Minorías religiosas en Canarias, Barcelona, Icaria, 2008, 380 pp.(ISBN 978-84-9888-025-0)
- P. Lanceros y F. Díez de Velasco, eds. Religión y violencia, Madrid, Círculo de Bellas Artes, 2008, 301 pp.(ISBN 978-84-87619-47-2)
- AA.VV. (J. Alemán, M. Cherif, F. Díez de Velasco, F. Duque, P. Lanceros, J. de Lucas, F.J. Martínez, J. Pérez de Tudela, S. Zizek), Los otros entre nosotros: Alteridad e Inmigración, Madrid, Círculo de Bellas Artes, 2009, 303 pp. (ISBN 978-84-87619-58-8)
- F. Diez de Velasco (dir.), Religiones y Culturas, Madrid, Santillana / El País (Enciclopedia del Estudiante vol. 19), nueva edición actualizada, 2010, 360 pp. (ISBN 984-8468-00182-2)
- F. Díez de Velasco y P. Lanceros (eds.), Religión y mito, Madrid, Círculo de Bellas Artes, 2010, 295 pp.(ISBN 978-84-87619-65-6)
- F. Díez de Velasco ed.), Iglesias ortodoxas en España, Madrid, Akal, 2015, 410 pp.(ISBN 978-84-460-4083-5)
- F. Diez de Velasco (ed.), Ephemeris Blázquez I: José María Blázquez y la Historia de las Religiones, Madrid, Ediciones Clásicas, 2020, 260 pp. (ISBN 978-84-7882-855-5)
- F. Díez de Velasco (ed.), Ó. Salguero, S. Pou, M. V. Contreras, R. C. Rodríguez, Las iglesias ortodoxas en España: retos y perspectivas, Madrid: Ediciones Clásicas, 2020 (ISBN 978-84-7882-858-6)

Ha publicado artículos en las revistas Numen (Leiden, Brill), British Journal of Religious Education (UK), Studi e Materiali di Storia delle Religioni (Roma), Social Compass, Archaeus. Studies in the History of Religions (Rumanía), Ilu (Madrid), Bandue (Madrid), Estudos da Religiâo (Brasil), Rever (Revista de Estudos da Religiâo) (Brasil), Humanitas (Italia) entre otras.